# Suseni (Bogați), Argeș
Suseni este un sat în comuna Bogați din județul Argeș, Muntenia, România.